# ایوان روبال
ایوان روبال (انگلیسی: Ivan Roubal; ۱۲ مهٔ ۱۹۵۱ – ۲۹ ژوئن ۲۰۱۵) یک قاتل زنجیره‌ای اهل کشور چکسلواکی بود که به پنج قتل محکوم شد.